# Fudokan

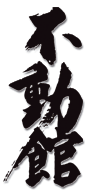

Das Traditionelle Fudokan Karate bzw. Fudokan (sinngemäß wie Haus stabiler Fundamente) wurde von den Brüdern Ilija Jorga (* 1940) und Vladimir Jorga (1939–2024) zusammen mit Taiji Kase am 15. November 1980 gegründet und feierte 2020 sein 40-jähriges Jubiläum. Fudokan sollte eine „gelehrte“ Stilrichtung des Shōtōkan sein und traditionelle und gesundheitsorientierte Aspekt des Karate vereinen.
Ilija Jorga war jahrelang führender Karatechampion im ehemaligen Jugoslawien. Karate erlernte er zuerst bei seinem Bruder Vladimir Jorga (ebenfalls Professor an der Medizinischen Fakultät in Belgrad), später trainierte er unter anderem bei Tetsuji Murakami, Taiji Kase und Hidetaka Nishiyama. Unter dem Einfluss Taiji Kases wandte er sich dem traditionellen Shōtōkan Karate zu und gründete 1980 mit Kase und seinem Bruder das Traditional Fudokan Shōtōkan Karate. Neben Katas ähnlicher Stilrichtungen wie die der Sanchin, Sepai und Nipaipo, werden alle Katas des Shōtōkan gelehrt, auch jene, die Nakayama Masatoshi seinerzeit in sein Konzept nicht übernommen hatte. Die Bezeichnung Fudokan wurde Taiji Kases Dojo Fudo in Paris entnommen.
Das Fudokan Karate ist weltweit in der World Fudokan Federation (WFF) organisiert, welche wiederum mit der ITKF kooperiert. Hidetaka Nishiyama, Mitbegründer der JKA, war einer der technischen Leiter des Fudokan.

## Fudokan Karate Kata
Im Fudokan werden die von Ilija Jorga geschaffenen Fudokan-Kata und zusätzlich alle 27 klassischen Shotokan-Kata sowie Kata des Goju-Ryu und Shito-Ryu (Shiryki, Seisan, Sanchin) und der alten Okinawa Karate-Schulen gelehrt.

### Heian Oi Kumi Kata
Heian bedeutet Friede oder friedvoller Geist, Oi Kumi so viel wie hineingehen, vertiefen, zusammenfügen und vereinen. Heian Oi Kumi besteht aus Sequenzen der vier Heian-Kata: Heian Nidan, Heian Sandan, Heian Yondan und Heian Godan.
Das Studium der Heian Oi Kumi setzt die Kenntnis dieser vier Heian-Kata voraus und bietet vielfältige Möglichkeiten für den Karate-Anfänger im Grundunterricht bis hin zur höchsten Ausführungsform des Karate-Meisters. Die Kata wurde in den achtziger Jahren von Taiji Kase als Heian Oyo geschaffen und gelehrt und ist wegen ihrer klaren Form und ihrer Anforderungen an den Ausübenden in die Grundausbildung eines jeden Karateka zu integrieren.
Durch die Ausführung der Heian Oi Kumi in ihrer höchsten Perfektionsstufe erreicht der Karate-Meister innerhalb von zwei Minuten die äußerste Grenze seiner körperlichen und geistigen Belastbarkeit.
Die Kata hat im Fudokan einen besonderen Stellenwert und wird zum 3., 2., 1. Kyū sowie zur Shodan-Prüfung verlangt. An ihrer Ausführung lässt sich der Fortschrittsgrad eines Karateka ersehen, dies setzt ein drei- bis vierjähriges Training voraus.

### Taiji Shodan Kata
Die Fudokan Kata Taiji gibt es in zwei Formen: Taiji Shodan und Taiji Nidan. Taiji Shodan ist dem Karate-Meister und Lehrer von Ilija Jorga, Shihan Taiji Kase gewidmet, der die Entwicklung der Fudokan-Idee und der Fudokan-Schule unmittelbar beeinflusste und förderte. Er legte damit die Grundlage für die Entwicklung des Fudokan. Die Kata wurde 1981 erstmals ausgeführt.
Das Shotokan-Konzept von Taiji Kase wurde zum Fudokan-Konzept weiter entwickelt und so umgestaltet, dass das Budo Prinzip Shu-Ha-Ri am besten realisiert wurde.
Taiji Shodan besteht aus einer Reihe von Doppelblocktechniken, die in den drei Stufen Gedan, Chudan und Jodan, z. B. als Morote-Uke, Juji-Uke usw. ausgeführt werden.
Die Blocktechniken werden als logische Gesamtheit verbunden und wechseln einander ab. Die Kata wird im Fudokan für die Prüfung zum 2. und 1. Kyū sowie für die Shodan-Prüfung verlangt.
Das Embusen entspricht dem Buchstaben „T“ für Taiji.
In der Taiji Shodan Kata dominieren Elemente der Naha-Te-Schule (Shorei Ryu), während die Taiji Nidan aus Elementen der Shuri-Te-Schule besteht. Die Taiji Nidan ist eine Variante der Asai-Kata Kakuyoku Shodan.

### Kaminari Kata
Der Name Kaminari kommt vom Sinnspruch des Zen-Lehrers Takuan „Kan Ni Hatsu O Irezu“ und bedeutet übersetzt Donner und Blitz.
Alle Karate-Schulen (Stile) haben durchschnittlich zwanzig charakteristische Kata. Bezogen auf die gelehrten motorischen Inhalte lassen sich diese aber auf etwa zehn reduzieren. Die Analyse der Kaminari Kata nach diesen Kriterien verweist auf grundsätzlichen Karate-Prinzipien, die in Okinawa praktiziert wurden. Schnelle und langsame, gerade und kreisförmige Bewegungen sowie Sprünge und Würfe wechseln einander ab. Die Kaminari Kata wird als die Umsetzung des wichtigsten Prinzip des Mushin-No-Kokiri, wörtlich übersetzt „Starres Bewusstsein“, erachtet. Dieses Prinzip und wurde von dem legendären Schwertkämpfer Yagyn Murenari im 17. Jahrhundert beschrieben.
Das Prinzip bezeichnet Gefühllosigkeit, Leere und Abhärtung und ermöglicht eine freie und ausdrucksstarke Karate-Technik. Deshalb muss der Geist frei und von Gefühlen und Gedanken unbelastet sein.
Die Kaminari folgt diesem Prinzip als Resultat des Suchens nach dem gemeinsamen Ursprung aller Kata ohne Rücksicht auf Stilarten und Karate-Schulen. Sie sollte spontan, mit einem stabilen Bewusstseinsniveau und unabhängig von gefühlsmäßigen Reaktionen ausgeführt werden.
Diese Kata wurde 1986 in Budapest in den Fudokan-Stil eingeführt und ist Bestandteil der Prüfung zum 4. und 5. Dan. Sie ist die einzige Karate-Kata mit einer Rolle und anschließender Technik.

### Meikyo oder Rohai Kata
Der Ursprung der Meikyo Kata ist die Kata Rohai. Der Schöpfer der Kata Rohai und ihre Entstehungszeit sind unbekannt. Ihr Erscheinen auf dem Ryu-Kyu-Archipel (Okinawa) verbindet man mit dem Schiffbruch eines Offiziers der kaiserlichen, chinesischen Flotte vor Okinawa, der sich in Folge in der Kleinstadt Tomara ansiedelte und sich dort mit dem Karate befasste. Nach seiner Form ist die Rohai den südchinesischen Stilen zuzuordnen.
Aus der Rohai entwickelte sich die Meikyo Kata, was übersetzt „Heller Spiegel“ oder „Polierter Spiegel“ bedeutet. Mitte des 19. Jahrhunderts erschienen zwei Richtungen, die erste begann nach den Lehren von Gusukuma und Itoshi Anko (1830–1915) schloss sich an.
Die zweite Richtung begann auch mit Gusukuma und Higaona Kanryo (1851–1915) aus Naha schloss sich an.
Die Meikyo Rohai Kata wurde in den 1980er Jahren in den Fudokan eingeführt und verdeutlicht die Prinzipien des Shuri-Te, in der äußeren Form alle Varianten des Shorin-Ryu-Karate.

#### Meikyo Shodan Kata
Die nationale Bewegung Japans wurde zwischen dem Ersten und Zweiten Weltkrieg gefestigt und proklamierte die Beseitigung aller Merkmale chinesischer Kultur in Japan. Der Begründer des Shōtōkan, Gichin Funakoshi, wurde durch diesen Umstand gezwungen, die chinesischen Kata-Namen in japanische zu ändern. Dadurch wurde die Rohai zu Meikyo.
Die Meikyo (Rohai) Shodan oder nur Meikyo Shodan beinhaltet alle Merkmale des Shuri-Te und die Prinzipien der Shorin-Ryu-Schule. Sie könnte deshalb Meikyo Shuri-Te genannt werden.
Karate-Lehrer in Naha haben die ursprüngliche zu einer fast gänzlich neuen Form erweitert. Sie könnte Meikyo Naha-Te genannt werden. Gegenwärtige Formen des Naha-Te-Systems sind mit dem Shorei-Stil verbunden.
Die Meikyo Rohai Kata wurde im Jahr 1982 in den Fudokan eingeführt und in Meikyo Shodan (Shorin-Ryu) und Meikyo Nidan (Shorei-Ryu) systematisiert.
Die Meikyo Shodan ist charakterisiert durch Gedan-Barai, Uchi-Uke und Age-Uke in den Diagonalen und zwei Kiai.

#### Meikyo Nidan und Sandan Kata
Charakteristisch für die Meikyo Nidan sind Techniken mit der offenen Hand, halbkreis- und kreis-förmige Bewegungen mit den Armen und die Kiba-Dachi Stellungen sowie Sagi-Ashi-Prinzipien.
Die Meikyo Nidan wurde von Yamaguchi in Anlehnung an die Rohai Kata interpretiert und lehrt den Kampf aus kurzer Distanz und Nähe zum Gegner. Sie ist nicht direkt auf Funakoshi zurückzufüh-ren bzw. nicht dem Shotokan-Karate zuzuordnen.
Insgesamt existieren drei Meikyo-Nidan-Formen: im Shotokan sind es zwei Varianten und im Fudo-kan-Ryu eine Meikyo-Nidan-Variante. Es sind dies im Shotokan die Tetsuhiko Asai-Form und die „Klassische“ Form sowie die Fudokan-Form. Es handelt sich dabei um Ableitungen aus der sehr langen Rohai Kata. Alle sind der Matsumura Rohai am ähnlichsten. Auch bei den Rohai Kata gibt es viele Varianten.
Die Variante von Tetsuhiko Asai wird in Deutschland von Efthimios Karamitsos gelehrt, laut Tetsuhiko Asai gibt es aber nur eine Shotokan Meikyo, die so genannte Nidan-Form nennt sich auch Mei-Suje (Mei = Auge, Suje = Wasser) oder Sui-Getsu.
Einbeiniger Stand mit gleichzeitiger Gedan- und Jodan-Abwehr lässt auf den chinesischen Ursprung schließen. Die Meikyo Nidan beinhaltet Prinzipien des Shorei-Ryu.
Der Ursprung der im Fudokan gelehrten Meikyo Sandan ist unklar.

#### Originäre Fudokan Kata
Zu den oben genannten Kata gibt es auch originäre Fudokan Kata, die von Ilija Jorga geschaffen und so nur im Fudokan gelehrt werden.
Arashi Shodan bis Godan

Kittei 

Kittei Nidan - Higashiyama Sensei 

Pinan Shodan Gichin Funakoshi 

Kaminaru oder Kaminari 

Yon Rei

Setsu Bama Yama 

Washi No Maai 

Tori Tobi
Tekki Oi Komi 

## Besonderheiten
Neben den jeweiligen Landesverbänden gibt es eine „Europäische Königliche Fudokan Akademie“ beim Kloster Prohor Pčinjski in Serbien, mit Elisabeth von Jugoslawien als Ehrenvorsitzende. Dort fand jährlich im August ein Fudokan-Seminar mit Ilija Jorga statt, das nach einem Brand im Kloster in den letzten Jahren in Rudnik weitergeführt wurde.
Die European Fudokan Confederation EFC vertritt die Interessen der europäischen Landesorganisationen.